# 羅伯特·巴克
羅伯特·托馬斯·巴克（英語：Robert Thomas Bakker，1945年3月24日—）是一位美國古生物學家，幫助重塑恐龍的現代理論，特别是為部分恐龍是溫血動物的理論提出佐證。羅伯特·巴克與他的導師約翰·奧斯特倫姆，一起發起正在進行的恐龍文藝復興古生物研究，1975年4月開始，羅伯特·巴克於《科學美國人》雜誌中內首度提出恐龍文藝復興。他專攻的領域是生態環境和恐龍的行為。
羅伯特·巴克主張恐龍是有智慧、行動快速、適應能力強的溫血動物。1968年，他出版了第一篇論述恐龍是溫血動物的論文；1986年，他出版了一部開創性作品《恐龍異說》（The Dinosaur Heresies）；他是首位將異特龍親龍在巢中照料後代的證據揭示給世人的學者；此外，羅伯特·巴克是曾是電影《侏儸紀公園》，以及1992年PBS製作的電視劇《恐龍！》的顧問。他還從恐龍族群數量的變化中發現證據支持尼爾斯·艾崔奇和史蒂芬·古爾德的間斷平衡理論。羅伯特·巴克目前擔任休斯頓自然科學博物館的館長。

## 簡介

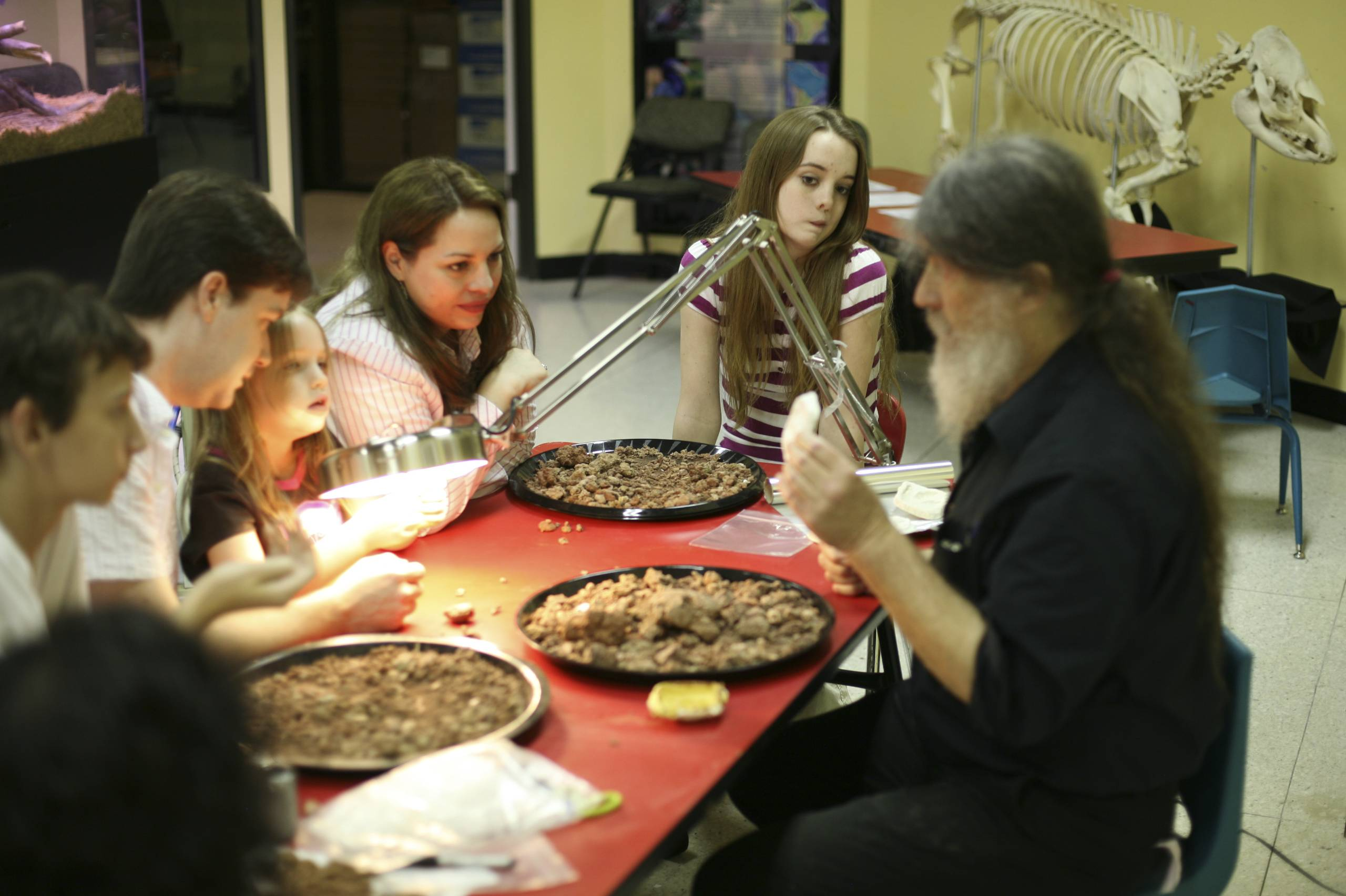
羅伯特·巴克（右）任教於休士頓古生物自然科學博物館

羅伯特·巴克出生於新澤西州卑爾根縣。他將他對於恐龍的興趣歸諸於一篇刊載於1953年9月7日發行之生活雜誌上的文章。1963年，畢業於里奇伍德高中。
在耶魯大學，羅伯特·巴克師從約翰·奧斯特倫姆，一位引入恐龍現代觀點的先驅研究學者。後來巴克在哈佛大學取得博士學位。他起初於巴爾的摩的約翰·霍普金斯大學教授地球科學、解剖學，並曾於地科領域指導後來知名的古生物插畫家格雷戈里·保羅。他大多數的野外調查都在懷俄明州完成，特别是在科莫崖，但他也曾為了研究恐龍棲息地而遠道前往蒙古和南非。

## 理論

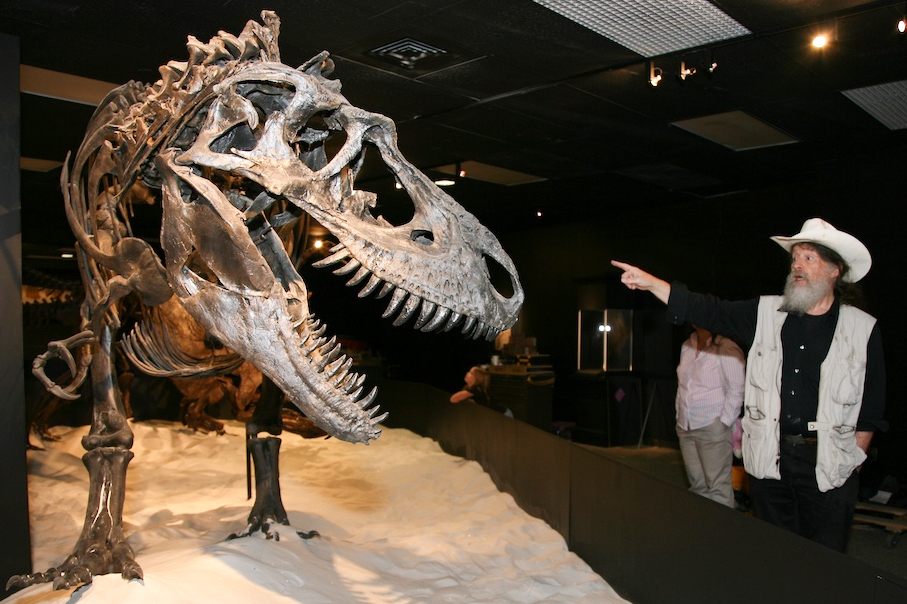
羅伯特·巴克與在休士頓古生物自然科學博物館展出的蛇髮女怪龍

在1986年的作品《恐龍異說》中，羅伯特·巴克提出恐龍是溫血動物的理論。他的證據如下： 
- 現今幾乎所有直立行走的動物都是溫血動物，而恐龍也是直立行走。
- 熱血動物的心臟能夠比冷血的動物的心臟更加有效率地輸送血液。因此，巨大的腕龍必定有與溫血動物相同效率的心臟，才能夠使血液一路向上輸送到牠的頭部。
- 恐龍，例如：恐爪龍（學名：Deinonychus）的行動可能非常活躍，與溫血動物的行動力比較契合。[2]
- 對居住在高緯度棲息地的恐龍而言，冷血動物的生活型態無法為牠們保持體溫。
- 恐龍快速的種化和演化是典型的溫血動物特性，而冷血動物無此特徵。[3]
- 掠食類恐龍的掠食者對獵物比數顯示出溫血動物，而非冷血動物的特色。
- 鳥類是溫血動物，在鳥類演化的某個時間點，必曾發生冷血性生理轉變為溫血性生理的演化。恐龍自其祖先主龍類演化而來所產生的型態與生理差異，遠比恐龍演化為鳥類的差異還要大，比較有可能是這種生理轉變的發生時點。[4]
- 溫血動物在演化上較具有成為頂尖掠食者或大型草食動物的優勢；如果恐龍是冷血動物，那麼應該有某種哺乳動物會出現填補這塊生態位；然而化石證據顯示這樣的生物並不存在。事實上，在白堊紀末期，和直系祖先似哺乳爬行動物相比，哺乳動物的體型反而越來越小，顯示恐龍的生態位優勢相當明顯。
- 恐龍生長的速度十分快，證據可以從觀察他們骨頭的橫斷面發現。[5]溫血動物以相似的比率生長。

## 寫作
羅伯特·巴克首先以《恐龍異說》使他受到人們的關注。
他1995年出版的小說《猛禽紅》（Raptor Red）以白堊紀時期一隻雌性猶他盜龍為主角，描述了牠一年之中的生活。在本書中，巴克盡其所能地闡述了奔龍類已知的各種行為。

## 宗教信仰
作為一個普世教會合一運動的牧師，羅伯特·巴克認為宗教和科學之間沒有真正的衝突。他建議非信徒和神創論者閱讀聖奧古斯丁提出的意見，聖奧古斯丁提出創世紀不應由字面來理解

## 虛構寫照
在導演史蒂芬·史匹柏的電影侏羅紀公園：失落的世界中，有一位留著大鬍子、被霸王龍吃掉的羅伯特·伯克博士（ Dr. Robert Burke），影射了現實中的羅伯特·巴克。巴克主張霸王龍為掠食性動物的說法，與另外一位古生物學家杰克·R·霍纳（John R. Horner）的食腐動物說相牴觸。根據霍納的說法，導演史匹柏安排羅伯特·伯克在電影裡被吃掉，以示其較贊同霍納的主張；電影推出後巴克認出了他在電影裡的分身，不但喜歡這種幽默的嘲諷，還告訴霍納：「看吧，我就說暴龍是掠食者！」

## 外部連結
- Interview with Bakker
- Bio article with information about his then-new book on creationism, theology, Augustine of Hippo vs. evolution
- Photograph of Bakker （页面存档备份，存于） at Como Bluff, Wyoming from Encyclopedia Britannica's Discovering Dinosaurs （页面存档备份，存于）
- A biographical article by Tony Campagna
- An overview of modern paleontology which devotes a couple paragraphs and pictures to Bakker
- Bakker's beard .
- Curator profile